# Алагирское восстание
Алагирское восстание — эпизод Первой русской революции, события 20-х чисел декабря 1905 года.

## Ход событий
В начале декабря 1905 года на территории современной Северной Осетии начались стихийные волнения крестьянского, в основном осетинского, населения. Казачьи формирования предприняли ряд попыток помешать вырубке лесов местным населением, доходивших порой до вооружённых столкновений, но безуспешно. Более серьёзных мер местные власти не предпринимали, опасаясь, что осетины начнут примыкать к аграрным крестьянским движениям, активно действовавшим в период первой русской революции.
20 декабря 1905 года в Ардоне начались погромы торговых учреждений. 21 декабря беспорядки перекинулись в слободу Алагир. В общей сложности в них принимало участие около трёх тысяч вооружённых крестьян, прибывших в слободу из многих окрестных сёл. Поначалу стихийное, восстание переросло в политическое. Бунтовщики разгромили канцелярии лесничества, начальника местного полицейского участка, мирового судьи, участкового судебного следователя. Местные власти были вынуждены спасаться бегством. Повстанцы разгромили гауптвахту, освободив арестованных, уничтожили документы местных властей, захватили большое количество оружия. Помимо разгрома государственных и хозяйственных учреждений, крестьяне громили торговые учреждения, акционерные общества, склады предприятий, дома зажиточных жителей Алагира. Параллельно с Алагирским восстанием проходили аналогичные беспорядки на территории современной Кабардино-Балкарии, кульминацией которых стало восстание в Нальчике. Стремясь не допустить присоединения к восстанию ингушского и чеченского населения, власти выдвинули пехотный батальон во Владикавказ.
К концу декабря восстание было полностью подавлено правительственными войсками.